# Escuts i banderes del Camp de Morvedre

Escut de la Mancomunitat de les Valls

Els escuts i banderes del Camp de Morvedre són els símbols representatius dels municipis i entitats de població que integren la comarca valenciana del Camp de Morvedre. En este article s'inclouen els símbols locals de la comarca aprovats, modificats o rehabilitats per la Generalitat Valenciana o per l'Estat abans de la transferència de competències, així com els que són usats pels respectius ajuntaments tot i no ser oficials.
La Mancomunitat de les Valls, integrada pels municipis de Benavites, Benifairó de les Valls, Faura, Quart de les Valls i Quartell, compta amb escut oficial propi, aprovat el 22 de febrer de 1995.

## Escuts oficials

Escut d'Albalat dels Tarongers Aprovat el 28 de maig de 1999.
Escut d'Alfara de la Baronia Aprovat el 20 d'abril de 2004.
Escut d'Algar de Palància Aprovat el 26 de febrer de 2003.
Escut d'Algímia d'Alfara Aprovat el 18 de gener de 2002.
Escut de Benavites Aprovat el 17 de maig de 2007.
Escut de Benifairó de les Valls Aprovat el 4 de maig de 1988.
Escut de Canet d'en Berenguer Aprovat el 13 de abril de 1956.
Escut d'Estivella Aprovat el 9 d'abril de 1992.
Escut de Faura Aprovat el 8 de juny de 1979.
Escut de Gilet Aprovat el 2 de juliol de 1976.
Escut de Petrés Aprovat el 9 de juliol de 1998.
Escut de Quart de les Valls Aprovat el 15 d'abril de 1999
Escut de Quartell Aprovat el 5 d'abril de 1989.
Escut de Torres Torres Aprovat el 24 de juliol de 2002.

## Escuts sense oficialitzar

Escut de Sagunt
Escut de Segart

## Banderes oficials

Bandera d'Albalat dels Tarongers Aprovada el 21 de desembre de 2015.
Bandera d'Alfara de la Baronia Aprovada el 30 d'agost de 2010.
Bandera de Quart de les Valls Aprovada el 1r de juliol de 2005.

## Banderes sense oficialitzar

Bandera de Canet d'en Berenguer
Bandera de Sagunt